# 10 Dywizja Pancerna (ZSRR)
10 Dywizja Pancerna (ros. 10-я танковая дивизия) – radziecka dywizja pancerna z  okresu II wojny światowej.
10 Dywizja Pancerna sformowana została w lipcu 1940. W czasie napaści wojsk III Rzeszy i jej satelitów na Związek Radziecki wchodziła w skład 15 Korpusu Zmechanizowanego. Po utracie w czasie walk odwrotowych prawie całego sprzętu została wycofana na tyły i 28 września 1941 rozformowana. Na jej bazie formowano 131 i 133 Brygadę Pancerną.

## Dowódcy 10 Dywizji Pancernej
- gen. major Siergiej Ogurcow(inne języki)[1].

## Struktura organizacyjna
- 19 pułk pancerny
- 20 pułk pancerny
- 10 pułk piechoty zmotoryzowanej
- 10 pułk haubic[1].